# Пилор
Пилор (на латински: pylorus; на старогръцки: πυλωρός) – изход на стомаха. Това е мястото, където стомахът преминава в дванадесетопръстника. Съставен е от две части:
- Пилорна кухина (pyloric antrum), която се свързва към стомаха.
- Пилорен канал (pyloric canal), който се свързва към дванадесетопръстника. В края на пилорния канал се намира пилорния сфинктер (pyloric sphincter) или клапан, който представлява мощна пръстеновидна мускулатура, позволяваща храната да преминава от стомаха към дванадесетопръстника.

## Пилорен сфинктер
Пилорният сфинктер е пръстеновиден мускул, контролиращ изливането на стомашното съдържимо от стомаха към дванадесетопръстника в началото на червата. Той е важна част на храносмилателния тракт, изпълняващ редица функции, свързани с регулирането на храносмилането. Този мускул се намира в пилора, област в долната част на стомаха. Когато сфинктерът е свит, той държи стомашното съдържимо в стомаха, което позволява на храносмилателните сокове да го разградят до кашообразно вещество, известно като химус (chyme). Когато химусът е готов, пилорният сфинктер се отваря. Това позволява на химуса да премине в дванадесетопръстника за следващия етап от храносмилателния процес. Ако стомашното съдържание е изхвърлено твърде рано, храносмилането е нарушено и човек не получава пълната полза от храната, която консумира.
В допълнение към регулирането на храносмилането пилорният сфинктер също предприема действия, с които се предотвратява връщането на химуса обратно от червата в стомаха. Това е нежелателно, тъй като той може да наруши дейността на стомаха и потенциално да доведе до усложнения.